# Associazione Sportiva Astrea 1996-1997
Questa voce raccoglie le informazioni riguardanti l'Associazione Sportiva Astrea nelle competizioni ufficiali della stagione 1996-1997.

## Risultati

### Campionato Nazionale Dilettanti

#### Poule Scudetto
| Arbitro: | Nigro (Torre del Greco) |

|                       |           |                      |
| Cordelli 3’, 24’, 65’ | Marcatori | 89’ (rig.) Bertocchi |

| Arbitro: | Girardi (San Donà di Piave) |

|                 |           |                        |
| Padolecchia 32’ | Marcatori | 40’ Carli 89’ Cordelli |

| Arbitro: | Cruciani (Pesaro) |

|           |           |  |
| Fiore 47’ | Marcatori |  |

| Arbitro: | Benedetto (Messina) |

|                             |           |           |
| Cordelli 3’, 30’ Leotta 58’ | Marcatori | 45’ Fiore |

| Arbitro: | Ponzalli (Firenze) |

|           |           |  |
| Rossi 87’ | Marcatori |  |

| Arbitro: | G.Cavallaro (Legnago) |

|             |           |            |
| Venturi 45’ | Marcatori | 12’ Mazzia |